# Olle Håkansson
Olof Artur «Olle» Håkansson (Aspås, Suecia, 22 de febrero de 1927-Frösö församling, Suecia, 11 de febrero de 2001) fue un futbolista sueco que jugaba como centrocampista.

## Selección nacional
Fue internacional con la selección sueca en 7 ocasiones. Fue miembro de la legendaria selección sueca que llegó a la final de la Copa del Mundo de 1958, pero no jugó ningún partido durante el torneo.

### Participaciones en Copas del Mundo
| Mundial                        | Sede   | Resultado  | Partidos | Goles |
| ------------------------------ | ------ | ---------- | -------- | ----- |
| Copa Mundial de Fútbol de 1958 | Suecia | Subcampeón | 0        | 0     |

## Clubes
| Club           | País   | Año       |
| -------------- | ------ | --------- |
| IFK Norrköping | Suecia | 1951-1958 |

## Palmarés

### Campeonatos nacionales
| Título      | Club           | País   | Año  |
| ----------- | -------------- | ------ | ---- |
| Allsvenskan | IFK Norrköping | Suecia | 1952 |
| Allsvenskan | IFK Norrköping | Suecia | 1956 |
| Allsvenskan | IFK Norrköping | Suecia | 1957 |